# Мягково (Ивановская область)
Мягково — деревня в Шуйском районе Ивановской области. Входит в состав Колобовского городского поселения.

## География
Находится в южной части Ивановской области на расстоянии приблизительно 14 км на юг по прямой от районного центра города Шуя к востоку от границы поселка Колобово.

## История
На карте 1850 года деревня уже была. В 1859 году здесь (тогда деревня в составе Ковровского уезда Владимирской губернии) было учтено 25 дворов.

## Население
Постоянное население составляло 223 человека (1859 год), 98 в 2002 году (русские 90 %), 73 в 2010.